# Триплатинагерманий
Трипла̀тинагерма́ний — бинарное неорганическое соединение, интерметаллид
платины и германия
с формулой GePt3,
кристаллы.

## Получение
- Сплавление стехиометрических количеств чистых веществ:

{\displaystyle {\mathsf {3Pt+Ge\ {\xrightarrow {915^{o}C}}\ GePt_{3}}}}

## Физические свойства
Триплатинагерманий образует кристаллы нескольких модификаций:
- моноклинная сингония, пространственная группа C 2/m, параметры ячейки a = 0,7930 нм, b = 0,7767 нм, c = 0,5520 нм, β = 135,28°, Z = 4;
- тетрагональная сингония, пространственная группа I 4/mcm, параметры ячейки a = 0,5499 нм, c = 0,7933 нм, Z = 4, структура типа силицида иридия Ir3Si [1][2][3][4].

Соединение образуется по перитектической реакции при температуре 915 °C 
(951 °C )
и имеет область гомогенности 76÷78 ат.% платины .